# Albrecht Pietsch
Albrecht Pietsch (* 13. September 1934 in Zittau; † 10. März 2024 in Jena) war ein deutscher Mathematiker, der sich mit Analysis beschäftigte.

## Werdegang
Pietsch studierte von 1953 bis zum Diplom-Abschluss 1958 an der Karl-Marx-Universität Leipzig. Er wurde 1959 bei Max Landsberg mit der Dissertation Zur Theorie der sigma-Transformationen in lokalkonvexen Vektorräumen an der TH Dresden promoviert und 1963 an der Humboldt-Universität Berlin bei Heinrich Grell habilitiert (Verallgemeinerte vollkommene Folgenräume, erschienen 1962 im Akademie Verlag). Er war von 1965 bis 2000 Professor an der Friedrich-Schiller-Universität Jena. Ab 1999 war er im Ruhestand.
Neben Funktionalanalysis (Nukleare lokalkonvexe Räume, Banachräume, Operatoren Ideale, s-Zahlenfunktion) beschäftigte er sich auch mit Mathematikgeschichte und schrieb eine grundlegende Geschichte der Theorie der Banachräume.
Pietsch starb im Alter von 89 Jahren. Aus seiner 63 Jahre währenden Ehe mit Ingeborg (1934–2021) ging eine Tochter hervor.

## Ehrungen
- 1970: Nationalpreis der DDR III. Klasse für die Monografie Nukleare lokalkonvexe Räume
- 1971–1974: korrespondierende Mitgliedschaft der Deutschen Akademie der Wissenschaften zu Berlin (ab 1972: Akademie der Wissenschaften der DDR)
- 1974–1992: ordentliche Mitgliedschaft der Akademie der Wissenschaften der DDR
- 1974–2024: Mitgliedschaft der Deutschen Akademie der Naturforscher Leopoldina[2]
- 1998: Ehrendoktorwürde der Universität-Gesamthochschule Paderborn[3]
- 2008: Ehrendoktorwürde der Universität Pretoria[3]

## Schriften (Auswahl)
- Verallgemeinerte vollkommene Folgenräume (= Schriftenreihe der Institute für Mathematik bei der Deutschen Akademie der Wissenschaften zu Berlin. Band 12). Akademie-Verlag, Berlin 1962 (Nachdruck: De Gruyter, 2024).
- Nukleare lokalkonvexe Räume (= Schriftenreihe der Institute für Mathematik bei der Deutschen Akademie der Wissenschaften zu Berlin; Reihe A: Reine Mathematik. Band 1). Akademie-Verlag, Berlin 1965 (2., erw. Aufl. 1969 – Nachdruck: De Gruyter, 2024); Nuclear Locally Convex Spaces (= Ergebnisse der Mathematik und ihrer Grenzgebiete. Band 66). Springer, Berlin [u. a.] 1972, ISBN 3-540-05644-0.
- Theorie der Operatorenideale (Zusammenfassung). Friedrich-Schiller-Universität, Jena 1972.
- Operator Ideals (= Mathematische Monographien. Band 16). VEB Deutscher Verlag der Wissenschaften, Berlin 1978; (= North-Holland Mathematical Library. Band 20). North-Holland, Amsterdam [u. a.] 1980.
- Eigenvalues and s-Numbers (= Mathematik und ihre Anwendungen in Physik und Technik. Band 43). Akademische Verlagsgesellschaft Geest & Portig, Leipzig 1987, ISBN 3-321-00012-1; (= Cambridge Studies in Advanced Mathematics. Band 13). Cambridge University Press, Cambridge [u. a.] 1987, ISBN 0-521-32532-3.
- mit Jörg Wenzel: Orthonormal Systems and Banach Space Geometry (= Encyclopedia of Mathematics and its Applications. Band 70). Cambridge University Press, Cambridge [u. a.] 1998, ISBN 0-521-62462-2.
- History of Banach Spaces and Linear Operators. Birkhäuser, Boston [u. a.] 2007, ISBN 978-0-8176-4367-6.